# Baumberge
Baumberge este o arie protejată (arie specială de conservare — SAC, sit de importanță comunitară — SCI) din Germania întinsă pe o suprafață de 42,53 ha, integral pe uscat.

## Localizare
Centrul sitului Baumberge este situat la coordonatele 52°36′00″N 13°13′50″E / 52.6°N 13.2306°E.

## Înființare
Situl Baumberge a fost declarat sit de importanță comunitară în martie 2003 pentru a proteja un număr necunoscut de specii din flora spontană și fauna sălbatică aflate în arealul zonei. Situl a fost protejat și ca arie specială de conservare în ianuarie 2011.

## Biodiversitate
Situată în ecoregiunea continentală, aria protejată conține 3 habitate naturale: Vegetație psamofilă uscată cu pășuni deschise de Corynephorus și Agrostis, Pajiști calcaroase din nisipuri xerice, Păduri acidofile de stejar bătrân cu Quercus robur pe câmpii nisipoase.
La baza desemnării sitului se află un număr nedeclarat de specii protejate:
Pe lângă speciile protejate, pe teritoriul sitului au mai fost identificate 4 specii de plante, 1 specie de amfibieni, 1 specie de reptile.